# Mitógrafo Vaticano
El Mitógrafo Vaticano (en latín Mythographus Vaticanus) es cualquiera de los tres autores anónimos de una importante fuente de la mitología griega, cuyo manuscristo se resguarda en la Biblioteca Vaticana. El pseudónimo le fue dado por Angelo Mai en 1831, cuando publicó una primera edición del autor al que llamó el Mitógrafo Vaticano, que en realidad solo está relacionado con el Vaticano mediante un único manuscrito, Reg. lat. 1401, cuyo texto se presenta en cinco tipografías pregóticas.
Mai no comparó su texto con ningún otro manuscrito. Los lectores posteriores separaron un Segundo y Tercer Mitógrafo Vaticano, cuyos textos también estaban representados en otras tradiciones de manuscritos.
Aunque no se citaba directamente a ningún autor clásico, destacan dos fuentes principales: Servio y el escolio sobre Estacio. Para el lector moderno no especializado, el interés yace principalmente en las fuentes que se han perdido, de las que el Mitógrafo Vaticano es el único testimonio. Los Mitógrafos Vaticanos procuraron dar un «libro de datos» abreviado de la mitología, despojado de matices, no muy diferente de las Fábulas de Higino, quien sin embargo no proporcionaba historias romanas y por tanto resultaba insuficiente. Tomados en conjunto, los Mitógrafos Vaticanos proporcionan una fuente de los mitos griegos y romanos y su iconografía a través de la Edad Media y el Renacimiento. Sus textos fueron copiados en manuscritos tan tardíos como del siglo XV. El Mitógrafo Vaticano proveyó textos que fueron interpretados alegóricamente para proporcionar una moral cristianizada y unas implicaciones teológicas «hasta la época en que las divinidades paganas florecieron en vicios y virtudes completas». Sus Testimonia, fuentes y pasajes paralelos, suponen documentos claves para trazar la transmisión de la cultura clásica al mundo medieval, que es un tema principal en la historia del pensamiento occidental.
El Segundo Mitógrafo Vaticano y el Tercer Mitógrafo Vaticano se distinguen por el hecho de que sus textos, que aparecen en el manuscrito vaticano publicado por Mai, también existen en otros manuscritos: diez del Segundo y más de cuarenta del Tercero, que es el único autor con una posible identidad, un Alberico, quizás trabajando en Londres.
Angelo Mai cometió muchos errores al transcribir rápidamente el manuscrito en condiciones difíciles, y tenía el hábito de emplear eufemismos donde el original era demasiado erótico para transcribirse y publicarse, incluso en latín. Una edición revisada e indexada de 1834, corregida por Georg Heinrich Bode sin acceso al manuscrito vaticano, es la versión que reemplazó a la primera edición de Mai y ha sido presentada en antologías populares del siglo XX, como las de Edith Hamilton, Robert Graves o Károly Kerényi. En 1947 los Mitógrafos Vaticanos fueron descritos como «fuentes muy engañosas que deberían usarse con mucha precaución». Desde entonces se ha realizado mucho trabajo moderno para desentrañar las fuentes de los textos, que se presentó en una nueva edición de Nevio Zorzetti (1995), quien ubica el texto original del Primer Mitógrafo Vaticano entre el último cuarto del siglo IX y el tercer cuarto del XI.